# Non Iron
Non Iron – polski zespół hardrockowy wzbogacający swoją muzykę o elementy bluesa i heavy metalu.

## Historia
Zespół powstał w 1985 roku w Poznaniu z inicjatywy basisty Henryka Tomczaka (Manufaktura Czterech Dyrektorów, Stress, Heam, Turbo, Izotop). Na początku swej działalności grupa wykonywała muzykę bluesową. W tym okresie skład tworzyli: były perkusista Turbo Wojciech Anioła, gitarzyści Janusz Musielak i Zbigniew Ślatała, Przemysław Hałuszczak – harmonijka ustna oraz wokalista zespołu Wolf Spider Leszek Szpigiel. Zespół dał serię koncertów klubowych, wystąpił też na Festiwalu Muzyków Rockowych Jarocin '85, Rawie Blues (1985, 1986 r.), Jesieni z Bluesem (1985 r.), Olsztyńskich Nocach Bluesowych (1985 r.), Muzycznym Campingu (1986 r.), X Ogólnopolskim Festiwalu Młodych Talentów we Wrocławiu (1986r). Zespół, oprócz własnych kompozycji, wykonywał również utwory Muddy'ego Watersa i B.B. Kinga. Nawiązał też współpracę z duetem Hamak, realizując wspólny program „Różne barwy bluesa”.
Grupa  wylansowała nagrania  „Po prostu zostań”, „Świat nie kończy się na Tobie”, „Ten blues”, „Nie wszystko można mieć ( laureat lutowego telewizyjnego Plebiscytu Piosenki „Opole 1988”), cover grupy Stress „Ciężką drogą”.  W roku 1986 miejsce Anioły zajął Przemysław Wawrzyniak. W 1987 roku zespół opuścił Ślatała, za którego doszedł Wojciech Hoffmann. W tym samym roku Wawrzyniaka zamienił Jędrzej Kowalczyk. Wkrótce zespół podjął współpracę z  Metal Mind Productions. W latach 1987–1988 zespół wspierał gitarzysta Maciej Matuszak, który zastępował Janusza Musielaka. Po powrocie Musielaka zespół w powiększonym składzie o Matuszaka wystąpił w chorzowskiej Leśniczówce. Z tego koncertu Polton wydał koncertową kasetę jako Non Iron. Następne duże koncerty Non Iron miały miejsce podczas XXV KFPP w Opolu, gdzie zespół wykonał „Nie wszystko można mieć” w koncercie „Od Opola do Opola” (zamiast Hoffmanna wystąpił Matuszak) oraz festiwalu w Jarocinie w 1988 roku – utwór Każdy ci to powie znalazł się na składance Jarocin 88. W 1989 roku ukazał się debiutancki album grupy Innym niepotrzebni zawierający muzykę hołdującą tradycyjnemu hard rockowi wzbogaconemu o elementy bluesa i heavy metalu. Dwa lata później ukazał się anglojęzyczny zbiór Candles & Rain – nagrany bez Szpigla (wyemigrował do RFN, za to z Grzegorzem Kupczykiem (Turbo, CETI), a także z gościnnie grającym na instrumentach klawiszowych Grzegorzem Stróżniakiem (Lombard). Płyta brzmiała nowocześniej i bardziej świeżo, niż debiut. Non Iron wziął udział w imprezie 46' Sapra Del Mandorlo, która odbywała się na Sycylii i na festiwalu Jarocin'92. Kiedy wydano Candles & Rain w zespole już nie było Hoffmana, którego zastąpił Andrzej Łysów (CETI, eks- Turbo. Na początku 1992 roku ukazał się album 91 na którym grupa przedstawiła utwory hard-rockowe w swoim dawnym stylu (np. Stupid Doll), wzbogacając aranżacje o partie harmonijki ustnej (Przemysław Hałuszczak), który wspierał Non Iron m.in. na FMR' 85) i flet (Aleksandra Olszewska). Grupa nie odniosła sukcesu, dając tylko sporadyczne koncerty. W 1994 roku odszedł Kupczyk a jego miejsce zajął Zbigniew Dera. Z nowym wokalistą zespół dokonał kolejnych autorskich nagrań „Twoje graffiti”, „Osaczony” oraz „Lustro”. Wziął udział w programach telewizyjnych Partytura '94 i Medley '95. Henryk Tomczak odszedł w 1996 roku, współtworząc Izotop, do którego także dołączył Łysów. W sierpniu 1997 zespół wystąpił podczas poznańskich Dni Piątkowa, był to jeden z ostatnich koncertów z nowym basistą Arturem Gronowskim. Oficjalnie grupa rozwiązała się w 1997 roku. Okazjonalnie zespół wystąpił po wielu latach, 27 września 2011 roku w poznańskim klubie Blue Note podczas koncertu poświęconemu pamięci Andrzeja Sobczaka. Skład ponownie tworzyli: Tomczak, Musielak, Kowalczyk, Hałuszczak i Kupczyk. Koncert zorganizowali Piotr Przybylski, Wojciech Hoffmann i klub Blue Note. W koncercie wystąpili m.in. Turbo, Lombard i Korda Band...
Zespół ponownie reaktywował się w 2018 roku w składzie: Henryk Tomczak, Wojciech Hoffmann, Zbigniew Dera, Leszek Szpigiel, Grzegorz Kupczyk, Janusz Musielak, Andrzej Łysów, Jędrzej Kowalczyk i 26 października 2018 roku zagrał w klubie Blue Note w Poznaniu z okazji Jubileuszu „50 lat na scenie” swego założyciela Henryka Tomczaka. Koncert zorganizowany został przez Agencję Ranus (Krzysztof Ranus Agencja Artystyczna i Koncertowa).
W styczniu 2019 roku Non Iron odbył blisko dwumiesięczną pożegnalną trasę po kraju z okazji 30 rocznicy wydania studyjnego debiutu i reedycji krążka „Innym Niepotrzebni” nakładem Metal Mind Productions.

## Muzycy

### Skład zespołu od 2018 roku
- Leszek Szpigel – wokal[3]
- Wojciech Hoffmann – gitara[3]
- Janusz Musielak – gitara[3]
- Henryk Tomczak – gitara basowa[3]
- Jędrzej Kowalczyk – perkusja[3]

### Członkowie zespołu w latach 1985–1997
- Leszek Szpigiel – wokal (1985–1989)
- Grzegorz Kupczyk – wokal (1989–1994)
- Zbigniew Dera – wokal (1994–1995)
- Janusz Musielak – gitara (od 1985)[1]
- Zbigniew Ślatała – gitara (1985–1987)
- Wojciech Hoffmann – gitara (1987–1990)
- Andrzej Łysów – gitara (1990–1997)
- Henryk Tomczak – gitara basowa (1985–1996, 2011–2019)
- Wojciech Anioła – perkusja (1985–1986)
- Przemysław Wawrzyniak – perkusja (1986–1987)

### Gościnnie
- Przemysław Hałuszczak – harmonijka ustna (1985–1987, 1991, 2011)
- Aleksandra Olszewska – flet (1991)

## Dyskografia
- Non Iron, 1987, koncert z chorzowskiej Leśniczówki nagrany w czerwcu ’87
- Innym niepotrzebni, 1989
- Candles & Rain, 1990
- 91, 1991
- Blues Po Polsku vol.3, 1990
- Nie wszystko można mieć (Rarytasy z lat 1985–2019), 2023